# نقدبش
نقدبش یا نقدبیش، روستایی از توابع بخش مرکزی شهرستان نیشابور در استان خراسان رضوی ایران است. در لغت‌نامه دهخدا در توضیح این روستا که به اشتباه نقدش درج گردیده آورده شده‌است "نقدش . [ ن َ دِ ] (اِخ ) دهی است از دهستان دربقاضی بخش حومه ٔ شهرستان نیشابور. در ۱۲ هزارگزی مشرق نیشابور، در جلگه ٔ معتدل هوائی واقع است و ۲۸۹ تن سکنه دارد. آبش از قنات تأمین می شود. و محصولش غلات است . شغل اهالی زراعت است." در اکثر زمینهای حاصلخیز این روستا کاشت زعفران به صورت فصلی انجام می‌شود. روستاهای اطراف آن مهدی آباد(ونیز) و خوجان و داغی و بوجخک و امامیه و محمدآباد (مسجد چوبی ) است.

## جمعیت
این روستا در دهستان دربقاضی قرار دارد و براساس سرشماری مرکز آمار ایران در سال ۱۳۹۰، جمعیت آن ۴۹ نفر (۱۶ خانوار) بوده‌است.